# Cleópatra III
Cleópatra Evérgeta (ca. 165/160 a.C. - 101 a.C.) foi uma rainha do Egito ptolemaico.
Vários historiadores, textos e sites modernos a chamam de Cleópatra III, por exemplo, E. R. Bevan, The House of Ptolemy, Andrew Smith, site Attalus, Chris Bennett, site Ptolemaic Dinasty e Jona Lendering, site Livius, porém outros historiadores a chamam de Cleópatra Cocce (ou Kokke), com base em uma passagem de Estrabão, por exemplo, Samuel Sharpe, The history of Egypt under the Ptolemies (1838), John Gardner Wilkinson, Topography of Thebes, and general view of Egypt: being a short account of the principal objects worthy of notice in the valley of the Nile... ; with remarks on the manners and customs of the ancient Egyptians and the productions of the country (1835) e Thomas Young, An account of some recent discoveries in hieroglyphical literature, and Egyptian antiquities: Including the author's original alphabet, as extended by Mr. Champollion, with a translation of five unpublished Greek and Egyptian manuscripts (1823). William Smith, Dictionary of Greek and Roman Biography and Mythology, a chama de Cleópatra VI.
Era filha da rainha Cleópatra II, e seu pai possivelmente era Ptolemeu VI Filómetor, irmão de Cleópatra II e Ptolemeu VIII Evérgeta II. Ptolemeu VI Filómetor, Cleópatra II e Ptolemeu VIII Evérgeta II eram filhos de Ptolemeu V Epifânio e da rainha Cleópatra I.
Em 142 a.C. [carece de fontes?] casou com o seu tio, Ptolemeu VIII Evérgeta II, que ao mesmo tempo era casado com a sua mãe. Com Ptolemeu VIII Cleópatra teria dois filhos e duas filhas. Seus filhos com Ptolemeu VIII Evérgeta II foram Ptolemeu IX Látiro e Ptolemeu X Alexandre I, e sua filhas Cleópatra IV, e Cleópatra Selene I; Trifena, outra filha de Ptolemeu VIII, poderia ser filha de Cleópatra III.
Cleópatra odiava seu filho mais velho Ptolemeu IX Látiro (que, segundo Pausânias, era chamado de Filómetor, aquele que é amado pela mãe, por gozação), preferindo o filho Ptolemeu X Alexandre I, que seria mais subserviente.
Em 132 a.C. Cleópatra II, sentindo-se relegada para segundo plano pela filha, liderou uma revolta contra Ptolemeu VIII que obrigou o rei e Cleópatra III a abandonar o Egito, para se refugiarem em Chipre. Em 129 a.C. Ptolemeu VIII conseguiu reconquistar o Egito e mãe e filha acabaram por se reconciliar, governando as duas rainhas em conjunto com Ptolemeu VIII nos próximos treze anos.
Ptolemeu VIII faleceu em 116 a.C.. O rei tinha designado Cleópatra III como herdeira, concedendo-lhe a possibilidade de nomear um dos seus filhos como co-regente. Entretanto, a mãe de Cleópatra morreria pouco depois de Ptolemeu.
Cleópatra preferia o seu filho mais novo como co-regente, mas a população de Alexandria obrigou Cleópatra a nomear o seu filho mais velho, Ptolemeu IX Látiro, como co-regente. Ptolemeu X Alexandre I seria enviado para Chipre.
Ptolemeu IX casou com a sua irmã, Cleópatra IV, mas Cleópatra III não concordou com o casamento, pois sabia que a sua filha tinha um personalidade independente, e forçou o divórcio dos filhos, obrigando Ptolemeu IX a casar com outra irmã, Cleópatra Selene I.
Em 110 a.C.[carece de fontes?] Cleópatra III consegue que o povo se revolte contra Ptolemeu IX Látiro, mas, antes de ser morto, ele consegue fugir para Chipre, e manda chamar o seu filho preferido de Chipre, que se torna o novo monarca. No entanto, a co-regência durou pouco tempo e Ptolomeu Alexandre regressou a Chipre.
Em 108 a.C. conseguiu depor o seu filho sob acusão de tentativa de envenenamento contra a sua pessoa, incitando uma revolta que obrigou Ptolemeu IX a se exilar. Ao mesmo tempo ordenou o regresso do seu outro filho de Chipre (Ptolemeu X Alexandre I) declarando-o co-regente.
Em 102 a.C., Cleópatra se aliou a Alexandre Janeu; ela havia capturado Ptolemaida, e Alexandre Janeu, após ter sofrido com os Ptolemeus, buscou refúgio com a rainha. Alguns de seus amigos a aconselharam a prender Alexandre e tomar suas posses, mas Ananias sugeriu que ela teria a inimizade dos judeus se o fizesse, e a rainha celebrou a aliança com Alexandre em Citópolis, uma cidade da Celessíria.
Cleópatra III faleceu em 101 a.C.,[carece de fontes?] assassinada por seu filho Ptolemeu X.  Ptolemeu X teve que fugir do Egito, e Ptolemeu IX voltou a reinar.